# العلاقات البرازيلية السلوفينية
العلاقات البرازيلية السلوفينية هي العلاقات الثنائية التي تجمع بين البرازيل وسلوفينيا.

## مقارنة بين البلدين
هذه مقارنة عامة ومرجعية للدولتين:
| وجه المقارنة                                              | البرازيل | سلوفينيا                                                      |
| --------------------------------------------------------- | --- | ------------------------------------------------------------- |
| المساحة (كم2)                                             | 8.52 مليون | 20.27 ألف                                                     |
| عدد السكان (نسمة)                                         | 202.66 مليون | 2.07 مليون                                                    |
| الكثافة السكانية (ن./كم²)                                 | 23.79 | 102.12                                                        |
| العاصمة                                                   | برازيليا، ريو دي جانيرو | ليوبليانا                                                     |
| اللغة الرسمية                                             | برتغالية برازيلية، Brazilian Sign Language ‏ | اللغة السلوفينية، اللغة الإيطالية، لغة مجرية                  |
| العملة                                                    | ريال برازيلي، كروزيرو ريال برازيلي ‏، كروزيرو البرازيلية (1990–1993)، البرازيلي كروزادو نوفو، كروزادو برازيلي، cruzeiro ‏، كروزيرو البرازيلية (1942–1967)، الريال البرازيلي (قديم) | يورو، تولار سلوفيني                                           |
| الناتج المحلي الإجمالي (بليون دولار)                      | 2.06 تريليون | 48.77 مليار                                                   |
| الناتج المحلي الإجمالي (تعادل القوة الشرائية) بليون دولار | 3.22 تريليون | 66.01 مليار                                                   |
| الناتج المحلي الإجمالي الاسمي للفرد دولار أمريكي          | 8.54 ألف | 20.73 ألف                                                     |
| الناتج المحلي الإجمالي للفرد دولار أمريكي                 | 15.89 ألف | 30.40 ألف                                                     |
| مؤشر التنمية البشرية                                      | 0.754 | 0.880                                                         |
| رمز المكالمات الدولي                                      | +55 | +386                                                          |
| رمز الإنترنت                                              | .br | .si                                                           |
| المنطقة الزمنية                                           | | توقيت وسط أوروبا، ت ع م+01:00، ت ع م+02:00، أوروبا/ليوبليانا ‏ |

## منظمات دولية مشتركة
يشترك البلدان في عضوية مجموعة من المنظمات الدولية، منها:
| علم المنظمة | اسم المنظمة                        | تاريخ انضمام البرازيل | تاريخ انضمام سلوفينيا |
| ----------- | ---------------------------------- | --------------------- | --------------------- |
|             | مؤسسة التنمية الدولية              | 15 مارس 1963          | 25 فبراير 1993        |
|             | يونسكو                             | 4 نوفمبر 1946         | 27 مايو 1992          |
|             | وكالة ضمان الاستثمار متعدد الأطراف | 7 يناير 1993          | 19 مارس 1993          |
|             | الأمم المتحدة                      | 24 أكتوبر 1945        | 22 مايو 1992          |
|             | الفريق المعني برصد الأرض           | ?                     | ?                     |
|             | الاتحاد البريدي العالمي            | ?                     | ?                     |
|             | البنك الدولي للإنشاء والتعمير      | 14 يناير 1946         | 25 فبراير 1993        |
|             | الاتحاد الدولي للاتصالات           | 4 يوليو 1877          | 16 يونيو 1992         |
|             | منظمة حظر الأسلحة الكيميائية       | ?                     | ?                     |
|             | مؤسسة التمويل الدولية              | 31 ديسمبر 1956        | 25 فبراير 1993        |
|             | منظمة التجارة العالمية             | ?                     | ?                     |
|             | مجموعة الموردين النوويين           | ?                     | ?                     |
|             | منظمة الشرطة الجنائية الدولية      | ?                     | ?                     |

## وصلات خارجية
- موقع وزارة الخارجية البرازيلية
- موقع وزارة الخارجية السلوفينية